# Новокаменево
Новокаменево (рос. Новокаменево) — присілок у Куйбишевському районі Новосибірської області Російської Федерації.
Входить до складу муніципального утворення Булатовська сільрада. Населення становить 80 осіб (2010).

## Історія
Згідно із законом від 2 червня 2004 року органом місцевого самоврядування є Булатовська сільрада.

## Населення
| 1926 | 2002 | 2007 | 2010 |
| ---- | ---- | ---- | ---- |
| 498  | ↘99  | ↗100 | ↘80  |